# Hélé Béji

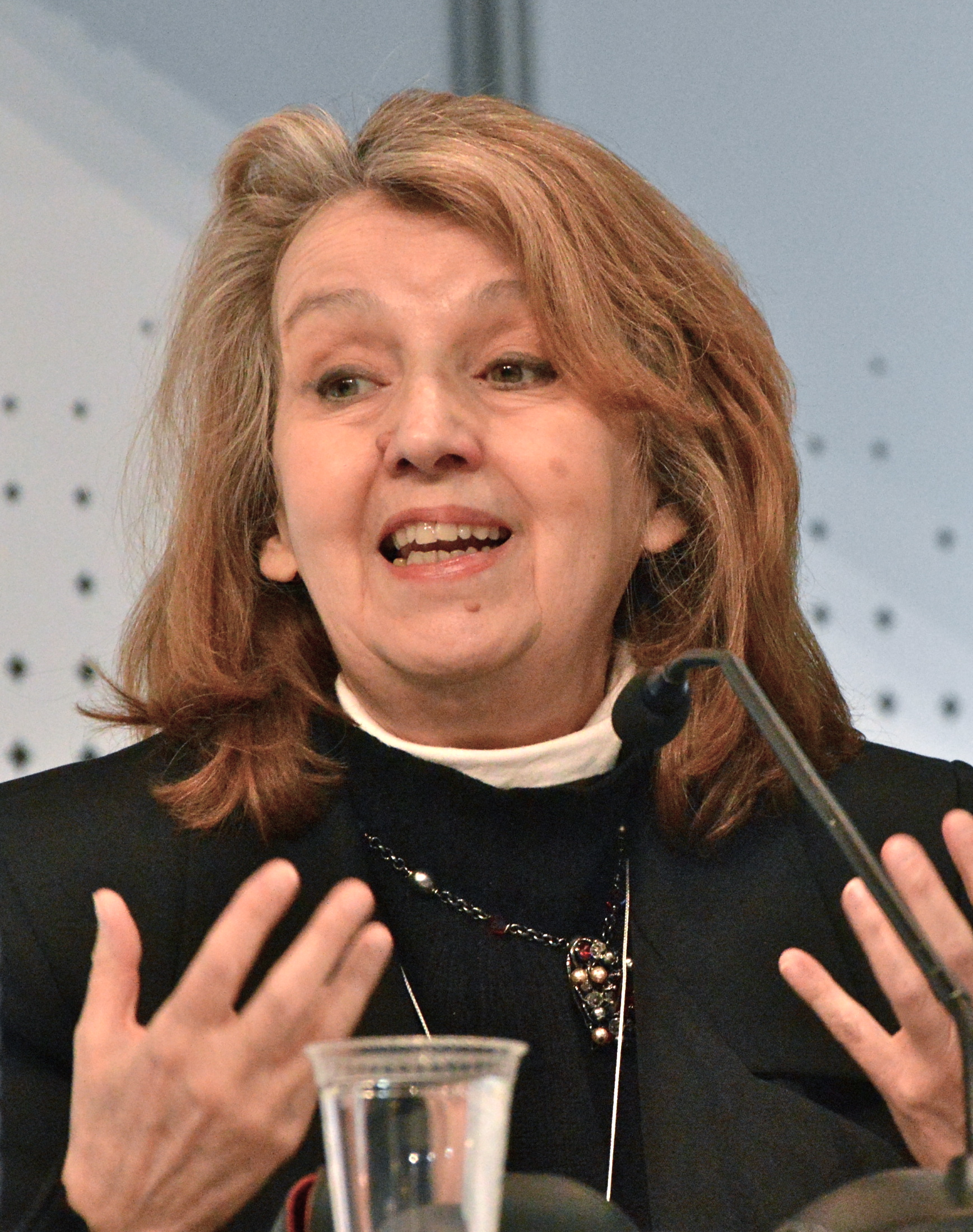
Hélé Béji beim Salon international du livre in Québec 2017

Hélé Béji (arabisch هالة الباجي, DMG Hāla al-Bāǧī; geboren als Hélé Ben Ammar 1. April 1948 in Tunis) ist eine tunesische Schriftstellerin und Essayistin. Sie lehrte moderne Literatur an der Universität Tunis und arbeitete für die UNESCO in Paris. Im Jahr 1998 gründete sie das Kulturzentrum Collège international de Tunis für den internationalen intellektuellen Austausch. In zahlreichen Büchern und Artikeln nahm sie Stellung zu Themen wie Entkolonialisierung, Demokratie, Islamismus, kulturelle Vielfalt und Frauen in islamisch geprägten Kulturen. Sie wurde 2019 zum Ritter der französischen Ehrenlegion ernannt.

## Leben

### Ausbildung und Berufsleben
Hélé Béji wurde in der Medina von Tunis geboren. Sie ist Tochter des Diplomaten, Politikers und ehemaligen Ministers Mondher Ben Ammar und einer Christin und wuchs in liberalen Verhältnissen auf. Sie ist außerdem Schwester des Filmproduzenten und Geschäftsmannes Tarak Ben Ammar.
Nach dem Besuch des renommierten Lycée Carnot de Tunis studierte sie Literatur an der Sorbonne Université in Paris, wo sie 1973 die Agrégation de lettres modernes und damit als erste tunesische Frau, die Lehrbefähigung für die Sekundarstufe erhielt. Sie war anschließend Assistentin an der Fakultät für Literatur der Universität Tunis und an der École Normale Supérieure in Tunis. Am 5. Dezember 1987, kurz nach der Machtübernahme von Zine el-Abidine Ben Ali vom 7. November 1987, wurde sie von der Universität Tunis ausgeschlossen und seitdem nicht wieder aufgenommen.
Von 1980 bis 1987 arbeitete sie außerdem als internationale Beamtin bei der UNESCO in Paris.
Béji schrieb eine Vielzahl von Büchern, war an zahlreichen Sammelwerken beteiligt. Bis heute veröffentlichte sie Artikel in französischen und tunesischen Tageszeitungen und Zeitschriften über literarische, kulturelle und politische Themen, so etwa in Le Monde, Le Temps, Le Débat und Esprit.

### Politische Schriftstellerin
1982 veröffentlichte sie ihr erstes Buch Le Désenchantement national, essai sur la décolonisation (Die nationale Entzauberung, Versuch über die Entkolonialisierung), eine kritische Analyse der neuen Formen politischer Willkür nach Erlangung der tunesischen Unabhängigkeit, insbesondere die Monopolisierung der Macht durch die Einheitspartei, das Fehlen von Meinungsfreiheit und der despotische Charakter der persönlichen Macht zur Zeit von Präsident Habib Bourguiba. In der autobiografischen Erzählung L'Œil du jour (Das Auge des Tages) schildert sie das Alltagsleben in der Medina von Tunis. Sie beschreibt die Gesellschaft in einem poetischen und satirischen Stil, anhand von persönlichen Erinnerungen und Genreszenen, in denen die Formen der sozialen und politischen Knechtschaft, die Melancholie und die Ohnmacht der kleinen Leute heraufbeschworen werden.
In ihren folgenden Büchern und Arbeiten, wie z. B. Nous, décolonisés (Wir, die Entkolonisierten), versucht sie darzustellen, dass die Bevölkerung vom äußeren Kolonialismus befreit wurde, nicht aber von der „Kolonisierung“ der Tunesier selbst. Sie übt Kritik an den politischen und intellektuellen Unruhen in diesen Gesellschaften, die auf der Suche nach ihrer unauffindbaren Freiheit sind. In L'imposture culturelle (Der kulturelle Schwindel) beschreibt sie eine Atmosphäre des Erstickens, der Ohnmacht und der Verzweiflung, die das Volk und die Eliten erfasst hat, verbunden auch mit dem Diskurs der kulturellen Identität selbst und der Gefahr des Radikalismus.
So zeichnet sie in ihren Werken nach und nach ein „Porträt des Entkolonialisierten“, indem sie auf die postkoloniale Entfremdung, das Unwohlsein im Zusammenhang mit dem Streben nach Freiheit und den identitären Rückschritten hinweist. Sie interessiert sich für die tunesische Theateravantgarde, wo sie die politische Kühnheit dieses libertären Schaffens gegen eine repressive Macht hervorhebt. Ihre Positionen gegen den Golfkrieg in ihren Texten aus den 1990er Jahren üben ebenfalls Kritik an den Herrschaftsverhältnissen in Nord und Süd. Sie identifiziert tiefe Hemmungen, die mit den Verboten zusammenhängen, die auf dem politischen, religiösen, sozialen und moralischen Leben der entkolonialisierten Länder lasten. In verschiedenen Beispielen der tunesischen Wirklichkeit versucht sie, die Begriffe „Unabhängigkeit“ und „Emanzipation“ zu beleuchten. Sie thematisiert die Begriffe „Zivilisation“ und die „postkoloniale Mittelmeerfrage“.
Am 19. Juli 2001 veröffentlichte Béji im Le Nouvel Observateur einen Beitrag mit dem Titel La femme embastillée, um gegen die Verhaftung von Sihem Bensedrine in Tunis zu protestieren.
Auch Bücher über Frauenfragen hat Béji geschrieben, darunter Une force qui demeure (Eine Kraft, die bleibt) und Islam Pride: Derrière le voile (Islamischer Stolz: Hinter dem Schleier). In letzterem Buch versucht die Autorin, den von ihr so bezeichneten „Bürgerkrieg um den Schleier“ zu erklären. Sie beschreibt Anzeichen für die Säkularisierung islamischer Strömungen im Herzen moderner Gesellschaften sowie die mögliche Koexistenz von Islam und Demokratie, bevor die Ennahda-Bewegung die Wahlen am 23. Oktober 2011 gewann.
Béji vertritt in Tunesien die Position der Säkularisten, die auch Modernisten genannt werden. Die Trennung von Staat und Religion wurde zu Beginn der Unabhängigkeit von Präsident Bourguiba in der Verfassung Tunesiens festgeschrieben. Dass diese seitdem gegen große Widerstände autoritär von Regierenden durchsetzt wurde, verurteilt sie. Béji hat Verständnis für islamistische Positionen, die ihrer Meinung nach einen wichtigen Platz in der tunesischen politischen Landschaft haben müssen, um Extremismus zu verhindern. Sie plädiert daher immer wieder für den Dialog.

### Collège international de Tunis
Aufgrund der Beschäftigung mit der politischen Abschottung postkolonialer Gesellschaften, gründete Béji 1998 in ihrem Geburtshaus in Tunis einen Raum für freie Debatten, das Collège international de Tunis, in dem sie ohne gesetzliche Genehmigung und unter Beobachtung tunesischen und ausländischen Intellektuellen das Wort erteilte, um zeitgenössische kulturelle und politische Themen zu debattieren. Dabei ließ sie engagierte französische Intellektuelle wie Jacques Derrida und Jorge Semprún zu Wort kommen. Am 3. Juni 2001 organisierte sie eine Debatte über „Das Recht auf Einmischung“, die von Bernard Kouchner geführt wurde, der aus dem Kosovo zurückgekehrt war. Im selben Monat bot sie Mohamed Charfi ein Forum, auf dem er seine große Reform des Bildungssystems in einer Konferenz vorstellte, während sein Buch Islam et liberté verboten wurde. Im Sommer lud sie Jean Daniel zu einer Konferenz mit dem Titel Mémoires et engagements (Erinnerungen und Verpflichtungen) ein. Dessen letztes Buch war wegen einer kritischen Passage über das Regime von Zine el-Abidine Ben Ali aus den Buchhandlungen entfernt worden.
Während der 2000er Jahre folgte am Collège international de Tunis in einer zunehmend freizügigen Atmosphäre ein Vortrag auf den anderen, wobei es um politische oder gesellschaftliche Themen ging, wie die Anschläge vom 11. September 2001 mit Jean Baudrillard, die von Olivier Mongin geleitete Zeitschrift Esprit, den Irakkrieg mit Olivier Roy, die Aufklärung mit Boualem Sansal, Régis Debray und Danièle Sallenave, die Suche nach Zivilität mit Marc Augé und François Jullien, eine Hommage an Jean Duvignaud mit der Soziologieschule der Universität Tunis. 2009 fanden zwei besonders sensible Konferenzen statt, die eine mit dem Titel „Unbehagen in der Freiheit“ mit Myriam Revault d'Allonnes und Danièle Sallenave, die andere zur Wahl von Barack Obama.
Nach der Revolution von 2011 organisierte Béji eine Reihe von Konferenzen zum Thema „Demokratische Vorstellungen“, bei denen sie unter anderen Felipe González, den ehemaligen spanischen Regierungspräsidenten, empfing. Im Dezember 2011 organisierte das Collège international de Tunis in Partnerschaft mit der Académie de la latinité und dem Forum international de Réalités ein großes Kolloquium in Hammamet mit dem Titel „Les nouveaux imaginaires démocratiques“ (Die neuen demokratischen Vorstellungswelten).
Im Jahr 2012 organisierte Béji gemeinsam mit Universitäten eine weitere Vortragsreihe zum Thema „Demokratie der Bürger, Demokratie der Gläubigen?“. Das Collège International de Tunis setzte seine Veranstaltungsreihe fort, um das Nachdenken über Geschichte und Kultur in Zusammenhang mit der Entstehung der Demokratie in Tunesien nach der Revolution zu fördern. Die Freunde des Kollegs unterstützten die Initiative „Die Demokratie denken“ der tunesischen Beobachtungsstelle für den demokratischen Übergang. Die Treffen in diesem Jahr betonten die Notwendigkeit, die Hindernisse und Paradoxien zu identifizieren, die mit dem Zusammenleben von islamistisch und modernistisch gesinnten Menschen verbunden sind. Die kulturelle Unabhängigkeit des Kollegs ermöglichte es Béji, außerhalb parteipolitischer Standpunkte zu arbeiten und kritisch über alles nachzudenken, was durch übertriebene Polemik und oberflächliche Medienberichterstattung ein falsches Bild der tunesischen Realität in dieser heiklen Phase der Umgestaltung des Staates und der öffentlichen Meinung auf methodische, loyale und rigorose demokratische Praktiken vermitteln würde. Das College zögerte nicht, Vertreter, die sich auf den politischen Islamismus beziehen, mit Intellektuellen eines gegnerischen Engagements zusammenzubringen, wobei sie den Kurs eines friedlichen und zivilen Dialogs zwischen den besten Elementen der jeweiligen Eliten beibehielt.
Im August 2012 organisierte das College gemeinsam mit dem internationalen Forum des Réalités, dem Zentrum für Sicherheitsstrategien in der Sahel-Sahara und unter Beteiligung europäischer, afrikanischer und tunesischer Experten eine Initiative zur dramatischen Lage in der Sahelzone.

## Auszeichnungen (Auswahl)
- 1983: Prix de l'Afrique méditerranéenne der l'Association des écrivains de langue française[46]
- 1998 und 2009: Prix de la création littéraire des Centre de Recherches, d’Études, de Documentation et d’Information sur la femme (Credif)[3]
- 2000: Grand Prix der Association d’amitié France-Tunisie, Tunis[3]
- 2008: Jurymitglied für den Prix du roman arabe.[47]
- 2016: Grand prix Hervé-Deluen de l'Académie française[48][49]
- 2019: Ritter der Ehrenlegion, verliehen vom französischen Botschafter in Tunis Olivier Poivre d'Arvor.[4]
- 2019: Großoffizier des tunesischen Verdienstordens, verliehen vom Interims-Präsidenten der Tunesischen Republik Mohamed Ennaceur.[50]

## Veröffentlichungen (Auswahl)

### Monografien
- Le Désenchantement national. Essai sur la décolonisation. La Découverte, Paris 1982, ISBN 978-2-7071-1308-5 (französisch).
- L'Œil du jour. Maurice Nadeau, Paris 1985, ISBN 978-2-86231-058-9 (französisch).
- Itinéraire de Paris à Tunis. Blandin Noël/Sillages, Paris 1992, ISBN 978-2-907695-51-0 (französisch).
- L’art contre la culture. Intersignes, Paris 1994, OCLC 58671103 (französisch).
- L'imposture culturelle. Stock, Paris 1997, ISBN 978-2-234-04721-1 (französisch).[51]
- Une force qui demeure. Arléa, Paris 2006, ISBN 978-2-86959-725-9 (französisch).
- Entre Orient et Occident. Éditions de l'Éclat, Paris 2007, ISBN 978-2-84162-144-6 (französisch).
- Nous, décolonisés. Arléa, Paris 2008, ISBN 978-2-86959-799-0 (französisch).
- Islam Pride. Gallimard, Paris 2011, ISBN 978-2-07-013270-6 (französisch).
- Dommage, Tunisie. La dépression démocratique. Gallimard, Paris 2019, ISBN 978-2-07-288715-4 (französisch).

### Buchbeiträge
- Albert Memmi (Hrsg.): Ecrivains francophones du Maghreb. Anthologie. Seghers, Paris 1985, OCLC 1148954366 (französisch).
- Das verinnerlichte Abendland. In: Erdmute Heller, Hassouna Mosbahi (Hrsg.): Islam, Demokratie, Moderne. Beck, München 1988, ISBN 978-3-406-43349-8, S. 154–166. Inhaltsverzeichnis[52]
- Le cas de la Tunésie. In: Bassma Kodmani-Darwish, May Chartouni-Dubarry (Hrsg.): Les États arabes face à la contestation islamiste. Dix études sur le mode de gestion par l'Etat de la contestation islamiste. Armand Colin, Paris 1997, ISBN 978-2-200-01533-6 (französisch).
- La robe blanche à petits pois. In: Leïla Sebbar (Hrsg.): Une enfance outre-mer, Éditions du Seuil, Paris 2001, ISBN 978-2020426251(französisch).
- La culture de l'inhumanité. In: Jérôme Bindé (Hrsg.): Où vont les valeurs. Entretiens du XXIe siècle. Albin Michel, Paris 2004, ISBN 978-2-226-14245-0 (französisch).
  - deutsch: Die Kultur der Unmenschlichkeit. Aus dem Engl. bzw. Franz. übersetzt von Frank Sievers und Andreas Jandl. In: Jérome Bindé (Hrsg.): Die Zukunft der Werte. Dialoge über das 21. Jahrhundert. Suhrkamp, Frankfurt am Main 2007, ISBN 978-3-518-12516-8, S. 220–234. Inhaltsverzeichnis
- La vague et le rocher. In: Dernières nouvelles de l'été, Elyzad, Tunis 2005, ISBN 978-9973580009 (französisch).
- Jamais, je ne me suis couchée de bonne heure. In: Rabâa Ben Achour-Abdelkéfi, Sophie Bessis, Leïla Sebbar (Hrsg.): Enfances tunisiennes, Elyzad, Tunis 2010, ISBN 978-9973580320 (französisch).

### Zeitungsartikel
- Gelähmtes Morgenland. In: taz.de. 29. September 2001, abgerufen am 16. Januar 2025.
- Renaissance ou contre-révolution? Le Temps, 3. November 2011, abgerufen am 13. Januar 2025 (französisch).
- Au-delà du scrutin. Le Temps, 8. November 2011, abgerufen am 16. Januar 2025 (französisch).
- Or noir. Le Temps, 17. November 2011, abgerufen am 16. Januar 2025 (französisch).
- Rêver la démocratie. Le Temps, 15. Dezember 2011, abgerufen am 16. Januar 2025 (französisch).
- Tunisiens, ne trahissez pas les nobles idéaux de votre révolution! Le Temps, 18. Januar 2012, abgerufen am 16. Januar 2025 (französisch).
- La barbarie à visage humain en Tunisie. Le Temps, 31. Januar 2012, abgerufen am 16. Januar 2025 (französisch).
- Les portes de la liberté. Le Temps, 8. Februar 2012, abgerufen am 16. Januar 2025 (französisch).
- La nouvelle discorde. Le Temps, 29. Februar 2012, abgerufen am 16. Januar 2025 (französisch).
- L'université tunisienne en péril. Le Temps, 18. März 2012, abgerufen am 16. Januar 2025 (französisch).
- Sortir de la domination. Le Temps, 3. April 2012, abgerufen am 16. Januar 2025 (französisch).
- Incivilités démocratiques. Le Temps, 19. April 2012, abgerufen am 16. Januar 2025 (französisch).
- Notes libres. Ces salafistes, nos enfants. Le Temps, 29. November 2012, abgerufen am 16. Januar 2025 (französisch).
- Beji Caïd Essebsi ou le discours (politique) de la méthode (I). Le Temps, 9. Dezember 2012, abgerufen am 16. Januar 2025 (französisch).
- Beji Caïd Essebsi ou le discours (politique) de la méthode (II). Le Temps, 11. Dezember 2012, abgerufen am 16. Januar 2025 (französisch).
- Beji Caïd Essebsi ou le discours (politique) de la méthode (III). Le Temps, 19. Dezember 2012, abgerufen am 16. Januar 2025 (französisch).
- Beji Caïd Essebsi ou le discours (politique) de la méthode (IV). Le Temps, 20. Dezember 2012, abgerufen am 16. Januar 2025 (französisch).
- Premier ministre et Premier fantassin. Lettre à M. Hamadi Jebali. Le Temps, 16. Februar 2013, abgerufen am 16. Januar 2025 (französisch).
- "Wir brauchen ein Gleichgewicht der Kräfte". Interview mit der tunesischen Schriftstellerin Hélé Béji. 20. Januar 2014, abgerufen am 15. Januar 2025.
- Tunisian Islam or Civil Islam. Khabar Keslan, 9. April 2015, abgerufen am 21. Januar 2025 (englisch).
- Eugénie Bastié: „Der Schleier zerstört das weibliche Universum“. In Kooperation mit „Le Figaro“. Übersetzt aus dem Französischen von Dorothea Rose. In: Welt online. 6. September 2017 (welt.de).
- Vive la France! Le patriotisme du genre humain. Business News, 14. Februar 2018, abgerufen am 16. Januar 2025 (französisch).
- Tunisie: La dictature démocratique. In: Leaders. 21. September 2019, abgerufen am 16. Januar 2025 (französisch).
- Chedly Ayari: L'économiste de l'immatériel. Leaders, 14. März 2021, abgerufen am 16. Januar 2025 (französisch).